# Aimé de Lemud
Pour l’article homonyme, voir Lemud.
François-Joseph-Aimé Georges de Lemud dit « Aimé de Lemud », né le 19 septembre 1816 à Thionville et mort le 9 avril 1887 à Nancy, est un peintre, graveur, lithographe et statuaire français.

## Biographie

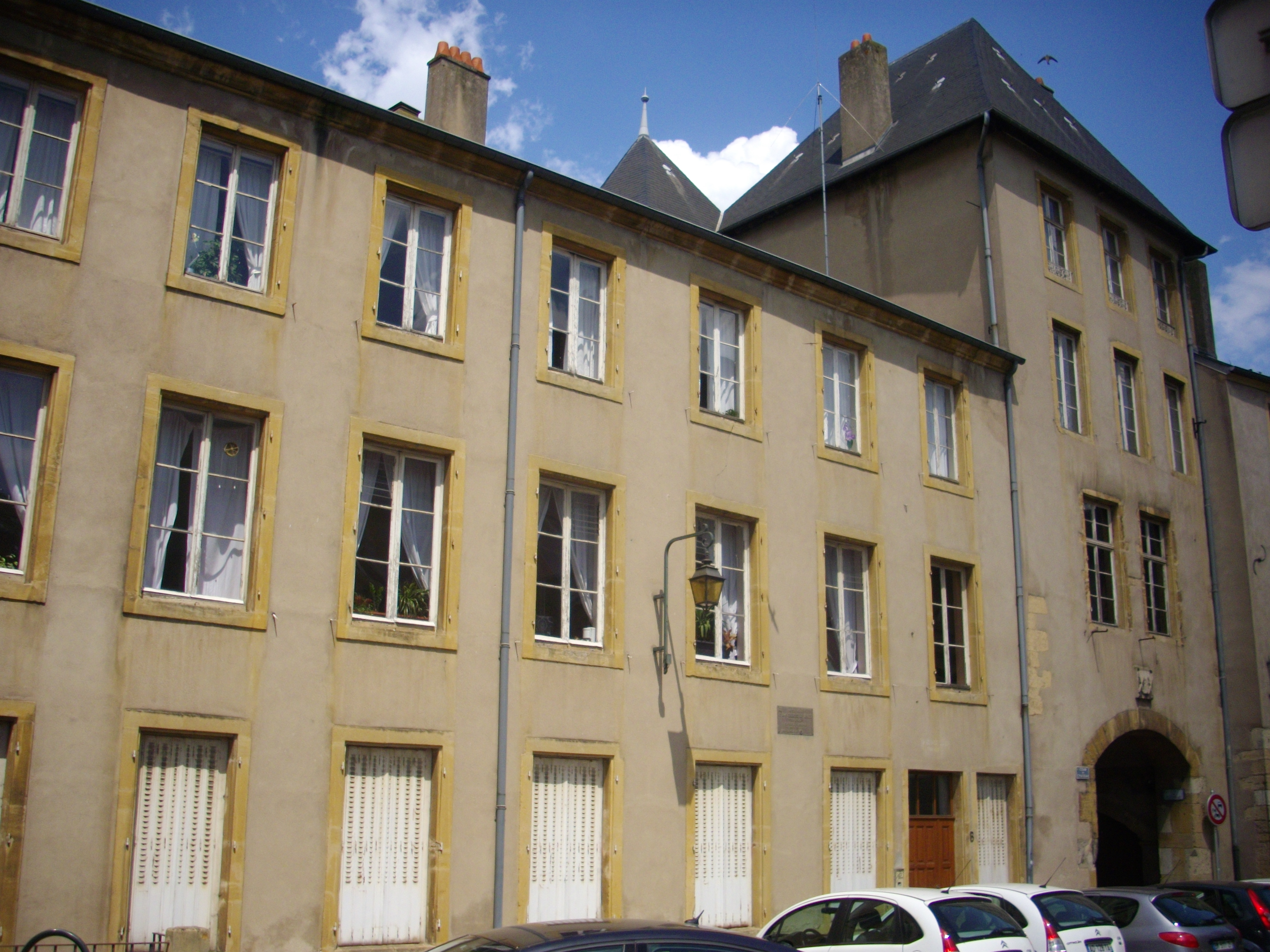
Maison natale du peintre située 2 cours du Château à Thionville.

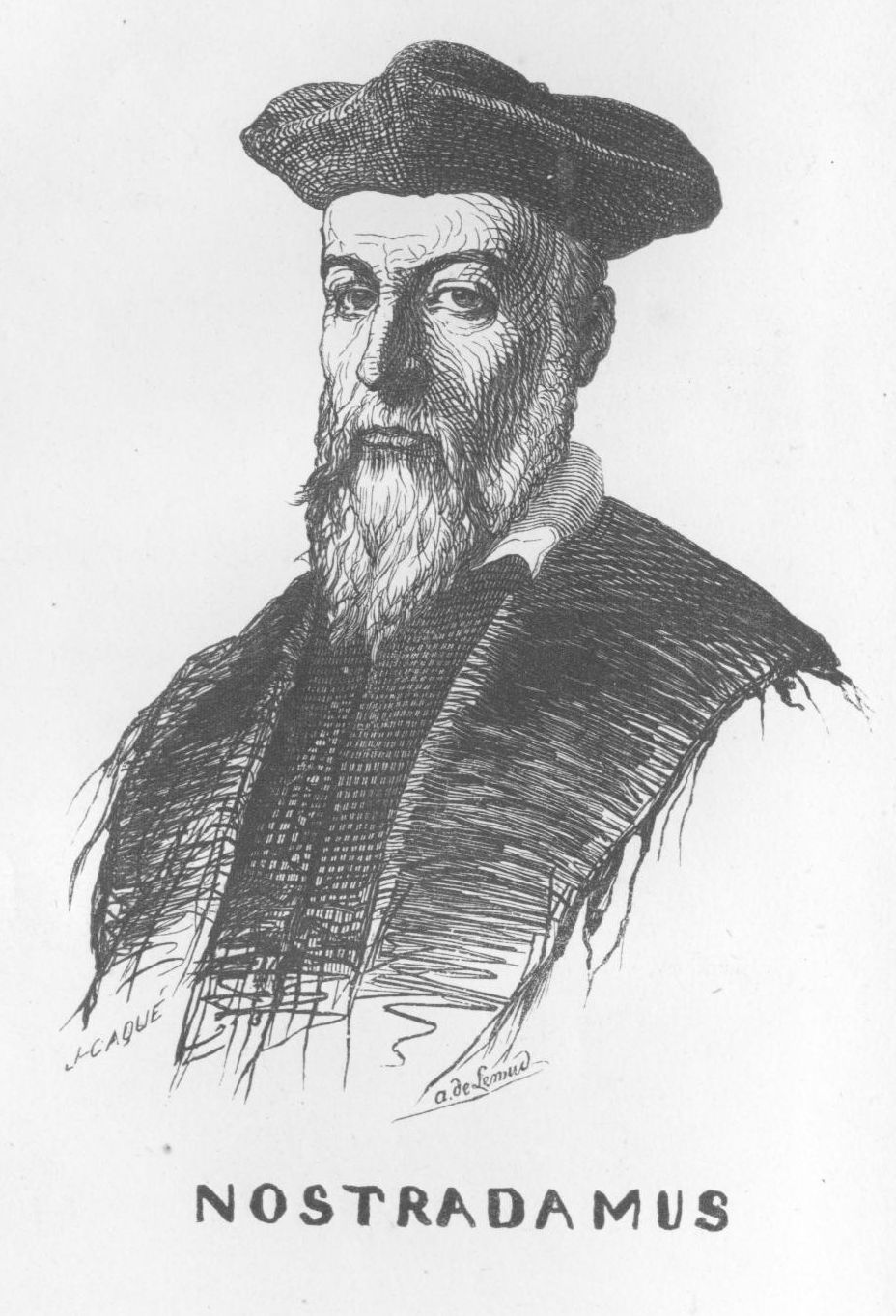
« Nostradamus », dessin de Caqué gravé par Lemud pour un ouvrage d'Eugène Bareste (1840).

Aimé est le fils ainé du receveur des finances François Xavier Georges, baron de Lemud (1769-1844) et d'Anne de Chazelles (1790-1820), originaires de Pont-à-Mousson, ville où il commença ses études. Il entame ensuite des études de droit à Metz, puis, renonçant à une carrière militaire à laquelle le destinait sa famille, monte à Paris et tente de vivre de son art par ses propres moyens. Vers 1834-1835, fréquentant Louis-Théodore Devilly, il commence à publier des dessins dans le journal L'Artiste, travaux essentiellement alimentaires. Peu après, il se fait connaître pour sa maîtrise de la lithographie. Il rencontre Charles Nodier qui lui ouvre les portes du club qui se réunissait à la bibliothèque de l'Arsenal.
Sa lithographie, Maître Wolfram (1838), d'après un conte d'E. T. A. Hoffmann, connaît un certain succès auprès de la bohème au cours des années 1840, citée notamment par Charles Baudelaire, Dumas fils, Champfleury et est remarquée par Gustave Courbet.
De Lemud se classe parmi les premiers artistes romantiques français. En 1844, son tableau Le Prisonnier (sans doute inspiré d'Hugo) est remarqué au Salon de peinture de Metz, ville où il retourne fréquemment : il se rapproche ainsi de l'école de Metz et de Laurent-Charles Maréchal. Cette année-là, des éditeurs parisiens lui passent commande d'illustrations pour de nombreux auteurs dont Victor Hugo. La plupart de ces ouvrages sont édités sous « cartonnages romantiques » et figurent parmi les plus beaux de cette époque.
Il épouse en 1848 Alice Marie de Marguerye, union dont naîtra une fille.
Il produit à partir de 1849 une série d'eaux-fortes.
En 1865, il est nommé chevalier de la Légion d'honneur en récompense de ses travaux de gravure.
En 1873, après l'annexion de Metz par les Allemands, Aimé de Lemud se fixe à Nancy, puis plonge dans une crise mystique, renonçant à son art.

## Quelques illustrations
- Maître Wolfram [Meistersinger Wolfram von Eschenbach], lithographie, 1838.
- Le Prisonnier, d'abord une lithographie, puis huile sur toile, Salon de Metz, 1844 (Metz, Musée de la Cour d'Or).
- Adam et Ève chassés du paradis, lithographie.
- Il a illustré Notre-Dame de Paris pour l'éditeur Perrotin, et Les chansons de Béranger.
- Les tirailleurs de Vincennes, 1860 (Belgique, Arlon, musée Gaspar), lithographie[réf. nécessaire].

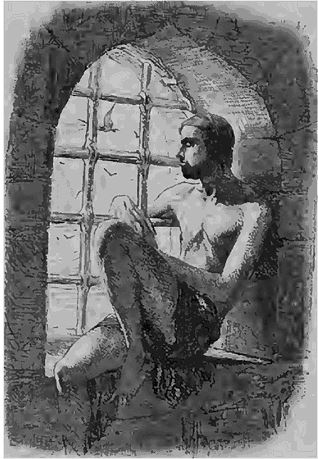
Un prisonnier (Salon de 1844)

- Un prisonnier (Salon de 1844)Un prisonnier (exposition 1844)